# Boline Margrethe Kragh
Boline Margrethe Kragh – født Boline Margrethe Abrahamsen – (14. februar 1809 – 24. maj 1839) var en dansk operasanger og skuespiller.
Boline Margrethe Kragh optrådte i flere år som barneskuespiller på Det Kongelige Teater, hvor hun debuterede den 30. januar 1916 som Betty i Ludlams Hule af C.E.F. Weyse.
Efter sit giftermål i 1833 skiftede hendes kunstnernavn fra Jomfru Abrahamsen til Madam Kragh. Før sin tidlige død som 30 årig nåede hun som voksen at synge en række partier i operaer og syngestykker. Hun sang partiet som Zerlina i Don Juan af W.A. Mozart mellem 1829-39. Desuden optrådte hun i mindre roller i skuespil.

## Fodnoter
1. ↑  Roller på Det kongelige Teater:Boline Margrethe Kragh
2. ↑  S. Kiekegaard:" En flygtig Bemærkning betræffende en Enkelthed i Don Juan" Arkiveret 9. januar 2010 hos  Wayback Machine fodnote 9